# Majnská vodní elektrárna
Majnská vodní elektrárna (rusky Майнская ГЭС ) je vodní elektrárna na řece Jenisej v centrální části Sibiře. Byla vybudována jako vyrovnávací stupeň Sajansko-Šušenské elektrárny, se kterou tvoří jeden hydroenergetický celek.

## Všeobecné informace
Stavba přehrady probíhala v letech 1978 - 1985. K finálnímu přehrazení řeky došlo 24. listopadu 1984.
První dodávka do elektrické sítě se uskutečnila 31. prosince 1984.
Stavební celek obsahuje tyto části:
·       Levobřežní zemní sypaná hráz o délce 126 m a výšce 21 m
·       Řečištní a pravobřežní zemní sypaná hráz o délce 504 m a maximální výšce 26,7 m
·       Tížní betonová hráz o délce 132,5 m a maximální výšce 36,5 m. Těleso je opatřeno pěti přelivovými poli o propustnosti 11 540 m³/s
·       Těleso elektrárny při úpatí hráze o délce 130 m a výšce 54,6
Na velmi proměnlivém spádu v rozsahu 9,4 -16,4 m pracují 3 Kaplanovy turbíny o obrovské hltnosti 725 m3/s. To je v současné době největší hltnost u tohoto typu turbíny na světě. Průměr oběžného kola je 10 m. Tři generátory o výkonu 107 MW dávají celkový výkon 321 MW.

## Provoz
Turbíny pracují při nevšedních parametrech hltnosti a rozsahu kolísání hladiny. Vzhledem k termínování výstavby prestižní sesterské elektrárny byly turbíny navrženy při nedostatku hydrodynamických zkoušek. Následkem modelování bez dostatečného experimentálního krytí byly nedostatky v regulaci natáčením lopatek oběžného kola, což způsobovalo ztráty na účinnosti. Dvě ze tří turbín pak nakonec po fixaci lopatek pracovaly v režimu běžné vrtule při účinnosti kolem 70% účinnosti maximální.
Rovněž došlo oproti projektu vlivem nedokončení potřebných pobřežních bariér ke snížení maximální hladiny z kóty 326 na 324 m n. m. V konečném důsledku elektrárna pracovala oproti stanovenému výkonu 321 MW při průměrné hodnotě 225 MW. Výkonové ztráty jsou však zanedbatelné oproti hlavnímu účelu stavby, tj. udržování stabilní spodní kóty pro potenciál obří sesterské jednotky.
V roce 2018, po ukončení třicetileté životnosti, došlo ke kompletní výměně všech hydroagregátů při zachování původních parametrů.

## Souhrn
Průměrná roční výroba elektrické energie činí 1,53 miliard kWh.

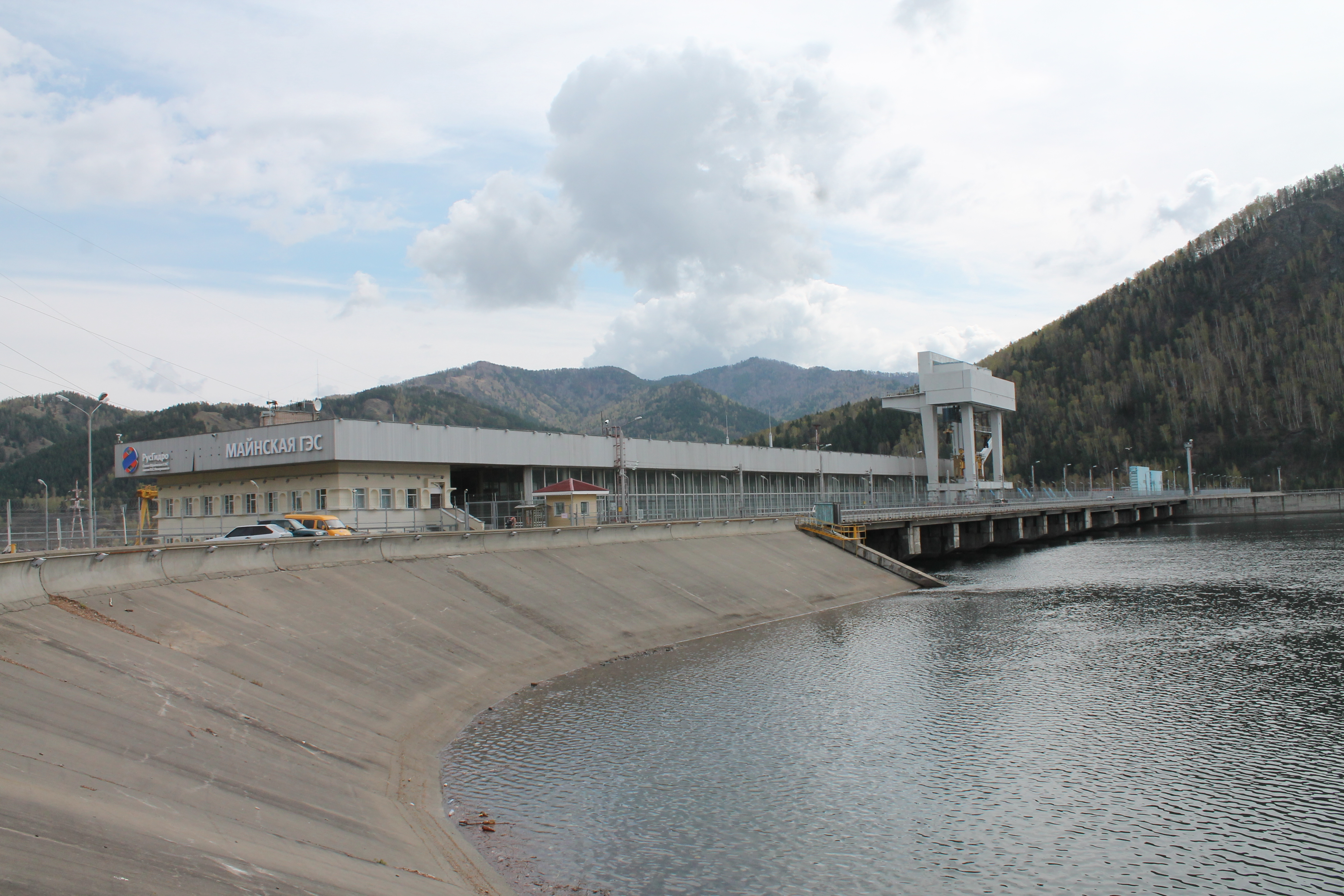
Návodní hráz Majnské vodní elektrárny

Hlavní funkcí je vyrovnávání výkyvů hladiny, vzniklých rázovými požadavky na výkon Sajansko-Šušenské elektrárny, v jejíchž výkonech je často zahrnována.
Při levém břehu vzniklé přehradní nádrže byla vybudována unikátní farma na produkci lososovitých ryb "Sajanský pstruh".
Spolu s Krasnojarskou vodní elektrárnou tvoří komplex Jenisejské kaskády, který by v budoucnu měl být spojen jedinou hladinou s kaskádou Angarskou.